# Pierre Hiegel
Pour les articles homonymes, voir Hiegel.
Pierre Hiegel, né le 11 février 1913 à Paris XIVe et mort le 14 avril 1980 à Paris XXe, est un animateur de radio, critique musical, producteur de radio et directeur artistique de maisons de disques français.

## Biographie
Pierre Hiegel naît le 11 février 1913 dans un milieu parisien modeste. Élevé par sa mère et sa tante, il quitte l’école avec le certificat d’études primaires  pour aider matériellement sa mère. Il gagne sa vie en devenant vendeur à l’étalage chez des marchands forains.
Autodidacte, il se passionne pour la musique et le théâtre et collectionne les disques. Il suit des cours de théâtre avec Henri Monteux et Gabrielle Colonna-Romano.
En 1939, Michel de Bry le remarque et le fait entrer à Radio Cité comme discothécaire, jusqu'à la création de Radio Paris. Il prend le micro pour la première fois, pour le vingtième anniversaire de la mort d'Enrico Caruso où il y diffuse ses disques personnels pris dans sa collection.
À partir de 1942, à Radio Paris, il rencontre Luc Bérimont, écrivain et poète de l'École de Rochefort. Il est le premier homme de radio à parler à la première personne et à tutoyer l'auditeur. Une amitié les lie jusqu’à la fin de leurs jours.
De l'été 1940 à La Libération, Pierre Hiegel est le « Monsieur Loyal » de la musique à Radio-Paris. Il présente les concerts, les accompagne, les enjolive d'explications, il anime des enchaînements de disques. Il s’adresse à tous, mélomanes, enfants, grand public. Ainsi devient-il, selon la presse de l’Occupation, « la voix la plus populaire de la radio ».
Il apparait que Pierre Hiegel joue un rôle important dans la programmation de Radio-Paris.
Ce dernier raconte ainsi qu'il est « le seul Français participant au comité de la programmation musicale du poste » par son « action, patiente et répétée ».
À la Libération, tout collaborateur de Radio-Paris devait être interdit d’antenne publique au tarif de quinze jours de suspension pour une participation (et l’exclusion à vie pour participation politique). Cela a conduit à creuser tant de trous dans les formations musicales françaises et surtout parisiennes que la règle ne fut pas appliquée dans toute sa rigueur. Pierre Hiegel fut ainsi autorisé à travailler de nouveau à la radio nationale dès 1950.
La carrière radiophonique de Pierre Hiegel dure quarante ans. Entre autres, il devient « Monsieur Musique » pour Radio Luxembourg et lance la carrière de son beau-frère Pierre Bellemare à Radio Service en 1948.
Il est directeur artistique de grandes maisons de disques et notamment de 1951 à février 1957 chez Pathé-Marconi, aux côtés de Jean Porrasse (père de la chanteuse Guesch Patti) et de René Challan (père de la harpiste française Annie Challan).
Chez Pathé-Marconi, il fait la promotion d'André Claveau, Lucienne Delyle, Line Renaud, ou Georges Guétary puis Mathé Altéry, Jean Constantin, Marie-Josée Neuville, Barbara et en 1953, enregistre le premier disque de Simone Réal, Le Dénicheur, qui à cette époque chante au cabaret Le Tourbillon.
Pour soutenir l’abbé Pierre, il fait graver sur disque son appel, lors du fameux hiver 1954 puis enregistre « La passion » de Charles Péguy, « Pierre et le Loup » de Sergueï Prokofiev, « Peer Gynt » d'Henrik Ibsen, ou « Les Misérables » de Victor Hugo, etc.
De septembre 1957 à fin janvier 1961, il est directeur artistique chez Odeon (label de la société Arteco distribué par Pathé-Marconi), tout en collaborant à des productions pour les sociétés Festival, RCA Records, Decca Records, Philips, Reader's Digest, Pathé.
Il enregistre sur disque les grandes créations de la Comédie-Française: « Le Diable et le Bon Dieu » de Jean-Paul Sartre, avec Pierre Brasseur, « La Ville dont le prince est un enfant » d'Henry de Montherlant, « Cyrano de Bergerac » d'Edmond Rostand, « Tête à tête avec Piaf », « Si Sacha Guitry m’était conté », « Hommage à Yvonne Printemps » puis les principaux disques de Jean Cocteau, dont « La Voix humaine », avec Berthe Bovy, « Les Mariés de la tour Eiffel », ainsi que le discours de réception de Cocteau à l’Académie française.
Il poursuit sa carrière radiophonique sur Radio Luxembourg, Radio Monte Carlo et anime à Radio Andorre à partir de 1961, les émissions Le Grand Prix du Disque et de la Radio, Les Pages Célèbres, Les Plus Beaux Disques du Monde, L'Album Lyrique, en continuant ses présentations de musique symphonique, d'opéra et de ballet aux Concerts Colonne.
Au cours de sa carrière, Pierre Hiegel obtient plus de 10 Grands Prix du Disque de l’Académie Charles-Cros. Il est aussi plusieurs fois lauréat du l’Académie du Disque français et reçoit le prix Disque-Jockey Association dans la rubrique disques classiques en 1956.
Âgé de 67 ans, Pierre Hiegel meurt d'un accident vasculaire cérébral le 14 avril 1980 à son domicile à Paris XXe. Il est inhumé au cimetière du Père-Lachaise, division 69.

## Vie privée
De son premier mariage, naît un fils, Claude (1943-1970). Pierre Hiegel épouse en secondes noces la sœur de Pierre Bellemare, Jacqueline Bellemare (1919-1995) dont il a deux filles, Jacqueline Hiegel (écrivaine) et Catherine Hiegel (comédienne). Il est également le grand-père de Coline Berry, née de la relation de sa fille Catherine avec l'acteur et réalisateur Richard Berry.

## Procès
Le 21 décembre 1958, Pierre Hiegel s’adresse au public du Théâtre de Belleville, dont il est le directeur, et déclare qu’il est obligé de fermer son théâtre, parce que « le quartier de Belleville est pourri de juiverie », et que les vedettes françaises de l’époque n’étaient pas soutenues, contrairement au « petit juif américain Paul Anka » (qui se produisait alors à l'Olympia). Ces propos suscitèrent de vives protestations dans la salle. Un couple présent ce soir-là décide de porter plainte, se considérant visé par ces propos. Le Mouvement contre le racisme et pour l'amitié entre les peuples se joint aux poursuites, et réclame un franc de dommages et intérêts.
La plainte déposée vaut à Pierre Hiegel, par un jugement rendu le 21 juillet 1959 par le tribunal d’instance du XXe arrondissement, une condamnation à 5 000 francs d’amende.
Le MRAP, dont l’action a été jugée recevable, reçoit un franc symbolique. Le fait que l’association ait pu se constituer partie civile est inédit, comme le relève l’avocat Jean Schapira : « c’est une décision exceptionnelle, rendue par un magistrat chez qui l’indignation l’a emporté sur le conformisme juridique »,.

## Œuvres
(non exhaustif)
Livres
- Luc Bérimont et Pierre Hiegel, Puisque vous êtes chez vous : essai d’une synthèse radiophonique, éd. René Debresse, 1941.
- Pierre Hiegel, Petites Histoires de la grande musique, La Clé d'or, 1948.
- Camille François et Pierre Hiegel, A cœur perdu, les Écrits de France (Imprimerie du Centre) 1950.
- Camille François et Pierre Hiegel, Mademoiselle de La Faille: roman radiophonique, Dalex, 1951.
- Pierre Tarcali et Pierre Hiégel, Une Histoire à fleur de Seine, éditions Acheco, 1954.
- Pierre Hiegel, Edith Piaf, coll. Les Albums de la Chanson, éditions de l'Heure, 1962.
- Pierre Hiegel présente Edith Piaf, Sélection du Reader's Digest, 1975.
- Pierre Hiégel présente Luis Mariano, Sélection du Reader's Digest, 1976.
- Pierre Hiégel présente L'Histoire des Ballets russes, Sélection du Reader's Digest, 1977.

Disques
- Sacha Guitry, Pierre Hiegel, N'écoutez pas, Mesdames, Decca 1942.
- Alfred de Musset, Pierre Hiegel, Les nuits, Pathé, 1955.
- Alfred de Musset, Pierre Hiegel, La Nuit de mai, A. Girard, 1955.
- Edvard Grieg, Henrik Ibsen, Pierre Hiegel, Peer Gynt, Pathé.